# Тауатеуа
Тауатеуа (на маорски: Tewhatewha) е ръкопашно оръжие. То представлява палка с дълга дръжка, използвана от народа маори. Тя има формата на брадва. В миналото се е използвала в битки, но сега само в церемонии.